# Stephan Leopold, prins af Lippe
Stephan Leopold, prins af Lippe (Stephan Leopold Justus Richard) (født 24. maj 1959 i Detmold) er overhoved for det tyske fyrstehus Lippe fra 2015. 
Han er sønnesøn af Leopold 4. af Lippe, der var Lippes sidste regerende fyrste.

## Forældre
Stephan Leopold er søn af biologen Traute Becker (født 16. februar 1925, datter af Gustav Becker og Charlotte Meyer) og Armin, prins af Lippe (1924–2015).

## Ægteskab
Stephan Leopold er gift med Maria, grevinde af Solms-Laubach (født 1968). Maria er datter af prinsesse Madeleine af Sayn-Wittgenstein-Berleburg. Dermed er hun søsterdatter til Prins Richard af Berleburg og datterdatter af titulær fyrste Gustav Albrecht af Sayn-Wittgenstein-Berleburg.

## Børn
Prins Stephan Leopold og grevinde Maria har fem børn:
- arveprins (titulær tronfølger) Bernhard Leopold Baptist Ernst George Ludwig af Lippe (født 9. september 1995)
- prins Heinrich Otto Gustav-Adolf Michael Wico af Lippe (født  8. april 1997)
- prins Benjamin Hans Karl Maximilian Paul af Lippe ( født 12. oktober 1999)
- prinsesse Luise Anna Astrid Christiane Viktoria af Lippe ( født 9. april 2001)
- prinsesse Mathilde Pauline Anna Elisabeth af Lippe ( født 7. september 2003)

## Beslægtet med det hollandske kongehus
Prins Stephan Leopold er grandfætter til blandt andre den tidligere dronning Beatrix af Nederlandene og prinsesse Irene van Lippe-Biesterfeld.
Gennem Beatrix af Nederlandene er prins Stephan Leopold beslægtet med kong Willem-Alexander af Nederlandene.
Prins Stephan Leopolds far var fætter til den hollandske prinsgemal Prins Bernhard af Lippe-Biesterfeld (gift med dronning Juliana af Nederlandene).

## Arvestriden
I sit testamente fra 1947 bestemte Stephan Leopolds farfar (Leopold 4. af Lippe), at Stephan Leopolds far (Armin, prins af Lippe) (1924–2015) skulle være hans efterfølger som overhoved for Huset Lippe-Biesterfeld. 
I 1953 overlod Armin stillingen til én af sine ældre halvbrødre. Da andre – også fjernere slægtninge – forsøgte at blive overhoved for slægten, opstod der en langvarig arvestrid. På et familieråd i 1958 forsøgte slægtens ældste Simon Casimir (1900-1980) forgæves at mægle. Armin tog senere arveafkaldet fra 1953 tilbage. I stedet udnævnte han sønnen Stephan Leopold (født 1959) til fremtidig overhoved for slægten. 